# 안투라지 (2016년 드라마)
《안투라지》는 2016년 11월 4일부터 2016년 12월 24일까지 방영된 tvN 불금불토스페셜이다. 미국 HBO에서 2004년부터 2011년까지 총 8시즌을 방송하며 인기를 모았던 동명의 드라마를 세계 최초로 리메이크한 버전으로, 대한민국 차세대 스타와 그를 둘러싼 연예계 일상을 그린 100% 사전 제작되었다.

## 등장 인물

### 주요 인물
- 조진웅 : 김은갑 역
- 서강준 : 차영빈 역
- 이광수 : 차준 역
- 박정민 : 이호진 역
- 이동휘 : 거북 (연봉현) 역

### 옥앤갑 엔터테인먼트
- 장소연 : 조태영 역
- 최명길 : 강옥자 역
- 윤지혜 : 윤세나 역
- 류한비 : 김유빈 역
- 엠버 : 조이 정 역

### 별놈과 별별놈들
- 안소희 : 안소희 역
- 김혜인 : 서지안 역

### 그 외 인물들
- 나철 : 박 실장 역
- 변진수
- 진선규 : CJ 투자팀장 역
- 이은
- 이장원
- 오대환 : 양만호 감독 역
- 지우준
- 임학순
- 김가애
- 김니나
- 권정민
- 안혜경
- 이정수
- 장원희
- 선주아
- 백주환
- 전이랑
- 이연
- 김지예
- 박정윤
- 김상우
- 신율이
- 김현
- 남다름 : 왕호 역
- 유지혁
- 박정은
- 박원석
- 박익준
- 유지혁
- 김준원
- 이석현
- 김광태
- 오승희
- 최희서
- 장희령
- 박성준
- 정종우
- 이태윤
- 임우철
- 황인준
- 추헌엽
- 고한민
- 김윤주
- 장용철
- 해선
- 서은지
- 서효주
- 마민희
- 유일한
- 홍승범
- 장문규
- 지건우
- 민대식
- 고은성
- 장해민
- 최나무
- 남상란
- 권혁수
- 이준호
- 박대규
- 이시현
- 박선영
- 금광산
- 이규호
- 정종우
- 최원석
- 김대국
- 김혜민
- 정세현
- 김제열
- 금동희
- 이승원
- 김태엽
- 이종희
- 신재도
- 주동희
- 김종호
- 이정수
- 조완기
- 장태민
- 강지후
- 나민주
- 민우기
- 지은
- 원유빈
- 류경현
- 박지수
- 김기찬
- 권영준
- 이자령
- 이윤희
- 이원섭
- 박지연
- 이태윤
- 한여울
- 이세미
- 이현배
- 정재원

### 특별 출연
- 하정우
- 박찬욱
- 김태리
- 임필성
- 봉만대
- 이태임
- 임나영
- 김청하
- 최정열
- 신고은
- 최정아
- 박기량
- 마마무
- 김광현
- 클라라
- SK 와이번스 치어리더들
- 송지효
- 붐
- 황보라
- 박한별
- 송해나
- 한경현
- 혁오
- 스피카
- 이준익
- 전용준
- 김성균
- 진구
- 윤태식 : 차영빈의 트레이너 역
- 심으뜸
- CJ 엔투스 선수단
- 스파이럴 캣츠
- 김기방
- 구영준
- 강하늘
- 한지은 : 차준 소개팅녀 역
- 소이현
- 인교진
- 산이
- 승재
- 사이먼 도미닉
- 김재영
- 진아름
- 이다인
- 킬라그램
- 장문복
- 바닐라 어쿠스틱
- 허명행
- 지석진
- 손종학
- 샘 킴
- 안혜경
- 줄리엔 강
- 남창희
- 경수진 : 승유 역
- 신아영
- 문근영
- 이엘
- 오창석
- 이선빈
- 그림
- 오달수
- 이주연
- 하연주
- 이민지
- 송원석 : 모델 역
- RzCos
- 박명신
- 이성민
- 이범훈

## 시청률
최저 시청률과 최고 시청률은 시청률 조사회사와 지역별로 시청률에 차이가 있을 수 있습니다.
| 2016년 | 2016년    | 2016년          | 2016년      |
| 회차   | 방송일자  | AGB 닐슨 시청률 | TNMS 시청률 |
| ------ | --------- | --------------- | ----------- |
| 제1회  | 11월 4일  | 2.264%          | 2.8%        |
| 제2회  | 11월 5일  | 1.162%          | 1.5%        |
| 제3회  | 11월 11일 | 1.621%          | 1.8%        |
| 제4회  | 11월 12일 | 0.749%          | 1.2%        |
| 제5회  | 11월 18일 | 0.946%          | 1.4%        |
| 제6회  | 11월 19일 | 0.617%          | 0.8%        |
| 제7회  | 11월 25일 | 1.072%          | 1.1%        |
| 제8회  | 11월 26일 | 0.670%          | 0.8%        |
| 제9회  | 12월 2일  | 1.117%          | 1.4%        |
| 제10회 | 12월 3일  | 0.695%          | 0.9%        |
| 제11회 | 12월 9일  | 1.046%          | 1.4%        |
| 제12회 | 12월 10일 | 0.916%          | 1.0%        |
| 제13회 | 12월 16일 | 0.784%          | 1.6%        |
| 제14회 | 12월 17일 | 0.705%          | 1.1%        |
| 제15회 | 12월 23일 | 0.960%          | 1.0%        |
| 제16회 | 12월 24일 | 0.736%          | 1.0%        |